# Estrató II
Estrató II Sòter (Strato II Soter, el Salvador) fou un rei indogrec del Panjab oriental. Va governar vers 25 aC a 10 dC segons Osmund Bopearachchi, mentre que Robert C. Senior pensa que va governar vers 25 a 1 aC.
Estrató II va governar al Panjab oriental amb capital probablement a Sagala (modern Sialkot, o a Bucefàlia (Plutarc, pàg. 48 n. 5). El seu territori fou envaït pel rei indoescita de Mathura, Rajuvula, que va conquerir el territori i així Estrató II va esdevenir el darrer rei indogrec, junt amb el seu fill Estrató III (Strato III Soter Philopator) que apareix com a corregent en alguna de les monedes i que fins i tot va emetre monedes pròpies.
Algunes monedes d'argent amb diferents motius i la inscripció Strato Soter Dikaios podrien pertànyer a Estrato III com a governant en solitari o fins i tot a un quart rei anomenat Estrató (en aquest cas Estrató IV). Si a més les monedes d'Estrató I pertanyessin a dos reis, Estrató I i II, l'Estrató II passaria a ser el III, el III passaria a ser el IV, i el Sòter Dikaios passaria a ser el V i, per tant, hi podria haver fins a cinc reis amb el nom Estrató.
Igual que el primer Estrató I, els darrers reis de nom Estrató serien membres de la dinastia de Menandre I, que també va utilitzar l'epítet Sòter i el símbol d'Atenea Pal·les.

## Monedes dels darrers Estratós

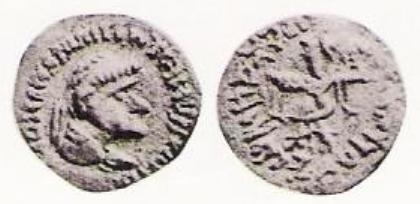
Moneda de Estrató II i Estrató III.
devant: Probable bust del rei, llegenda grega: BASILEU SOTIROS STRATONOS KAI PHILOPAPTOR STRATONOS "Rei Estrató el Salvador i Estrató Filopàtor".
Revers: Atenea portant el rellamp. Llegenda kharoshthi: MAHARAJASA TRATARASA STRATASA, POTRASA CASA PRIYAPITA STRATASA "Rei Estrató el Salvador i el seu net Estrató Filopàtor.

La cronologia dels darrers reis indogrecs fou establerta per Osmund Bopearachchi i altres experts només basats en l'evidència numismàtica (l'única que existeix). Les monedes cada cop eren de pitjor qualitat material i artística i les d'Estrató són les pitjors, amb un gran contrast dels primers reis que van encunyar algunes de les millors monedes de l'antiguitat. La decadència fou deguda a la pressió dels indoescites nòmades contra les restes del poder indogrec, així com el seu llarg aïllament de la resta del món hel·lenístic. No obstant els posteriors governants indoescites com Bhadayasa van dissenyar les seves monedes com imitació directe de les d'Estrató II.
Estrató II, Estrató III i Estrató IV Soter Dikaios van emetre dracmes d'argent rebaixada, les quals com s'ha dit portaven a Atenea Pal·les al revers. Estrató II semble ser un home vell amb una maixella enfonsada segons algunes de les seves monedes, per lo qual no sorprèn que el seu net fos corregent. Estrató II també va emetre monedes de bronze i fins i tot de plom del tipus comú amb Apol·lo i un trípode de sacrifici. En alguns dels dracmes d'argent d'Estrató la lletra sigma està escrita com a C, un tret no gaire estrany en les darreres monedes hel·lenístiques de l'est.